# Issei Sagawa
Issei Sagawa (in giapponese, 佐川一政, Sagawa Issei) (Kōbe, 26 aprile 1949 – Tokyo, 24 novembre 2022) è stato un criminale e scrittore giapponese, noto per aver ucciso, violentato e poi mangiato una ragazza olandese di 25 anni durante la sua permanenza a Parigi.

## Storia
Nel giugno 1981, allora studente giapponese di Letteratura inglese all'università Sorbona di Parigi, invitò una compagna di studi per il ripasso di alcune poesie in vista dell'esame di fine ciclo. Sagawa dichiarò alla polizia che era attratto da quella compagna di classe, di nome Renée Hartevelt. Mentre studiavano, uccise la studentessa con un colpo di fucile alla testa, ne violentò il cadavere e poi mangiò poco alla volta parte del corpo, fino a un totale di sette chili di carne asportati dal cadavere.
Sagawa fu dichiarato instabile di mente e incapace a sostenere un processo, e suo padre, Akira Sagawa, ne ottenne l'estradizione in Giappone, dove fu liberato dalla custodia in meno di quindici mesi. Sagawa era già diventato una celebrità in patria per il suo atteggiamento impenitente nei riguardi dell'intera faccenda. Da allora, ha scritto diversi best seller ed è apparso in almeno un film, un'opera drammatica intitolata Shisenjiyou no Aria (in inglese, The Bedroom), di Hisayasu Satō. Arriva anche a scrivere una rubrica per una testata nazionale.
Nel 1983, Sagawa descrisse l'esperienza dell'omicidio che lo aveva reso famoso.
Oltre a libri sul delitto, Sagawa ha scritto nel 1997 un libro di commento, Shonen A, sul serial killer di bambini di Kōbe del 1997, quando un quattordicenne chiamato "Sakakibara", o "Ragazzo A" ("Shonen A"), uccise un bambino decapitandolo.
Nel mese di giugno 2012, il canale YouTube della rivista VICE ha pubblicato una sua intervista in cui Sagawa affermava di aver in passato utilizzato la masturbazione per tenere a freno i propri istinti, che lo spingevano al cannibalismo. Ammetteva tuttavia che, raggiunta l'età di 61 anni, si trova ormai in uno stato di impotenza sessuale e che temeva l'eventuale riaffiorare di tali tendenze. Ha dichiarato, sempre a VICE, di sentire di "dover morire".
Muore il 24 novembre 2022 a Tokyo, per complicanze dovute a una polmonite.
Fu soprannominato "Legend killer".

## Riferimenti nella cultura di massa

### Letteratura
Senzapatria editore ha pubblicato, nel dicembre 2010, nella collana "On the road", un racconto lungo dal titolo Il giapponese cannibale, ispirato al caso Sagawa, a firma di Antonio Pagliaro.

### Cinema
Il 9 settembre 2017 all'interno della Mostra Internazionale del Cinema di Venezia il film Caniba dei registi e antropologi francesi Verena Paravel e Lucien Castaing-Taylor vince il Premio Speciale della Giuria Orizzonti.

### Musica
- La canzone Too Much Blood del gruppo rock britannico The Rolling Stones, inclusa nell'album Undercover del 1983, cita chiaramente la vicenda dell'omicidio perpetrato da Sagawa, pur senza nominare esplicitamente l'assassino.
- Il brano Harte Welt della band tedesca Ost Front, dall'album Olympia è ispirato all'omicidio di Renée Hartevelt, e il titolo stesso sottende un gioco di parole con il cognome della vittima.
- Nell'album La Folie della band britannica Stranglers il testo della title track fa riferimento alla vicenda omicida di Sagawa, pur senza citarlo esplicitamente.
- I Catasexual Urge Motivation fanno riferimento a Sagawa nel brano He Shot Her Down and Ate Her Flesh..., dal disco The Encyclopedia of Serial Murders.
- Ozone dehumanizer fa riferimento a Sagawa nel brano ''brutal verses'' "prendo spunto da Sagawa sparo alla tua fidanzata" E nel brano ''HC FAKE ASS N***A'' "prendo spunto da sagawa mangio pezzi del tuo culo"
- La one-man-band noise/black metal Gnaw Their Tongues ha fatto uscire un EP chiamato "Issei Sagawa" nel 2007 composto da due canzoni: "White Skin" (che si ispira all'atto dell'omicidio di Renée Hartevelt) e "Sadosagawa". L'EP è stato rilasciato esclusivamente in digitale gratuitamente.